# 金貝格 (索洛圖恩州)

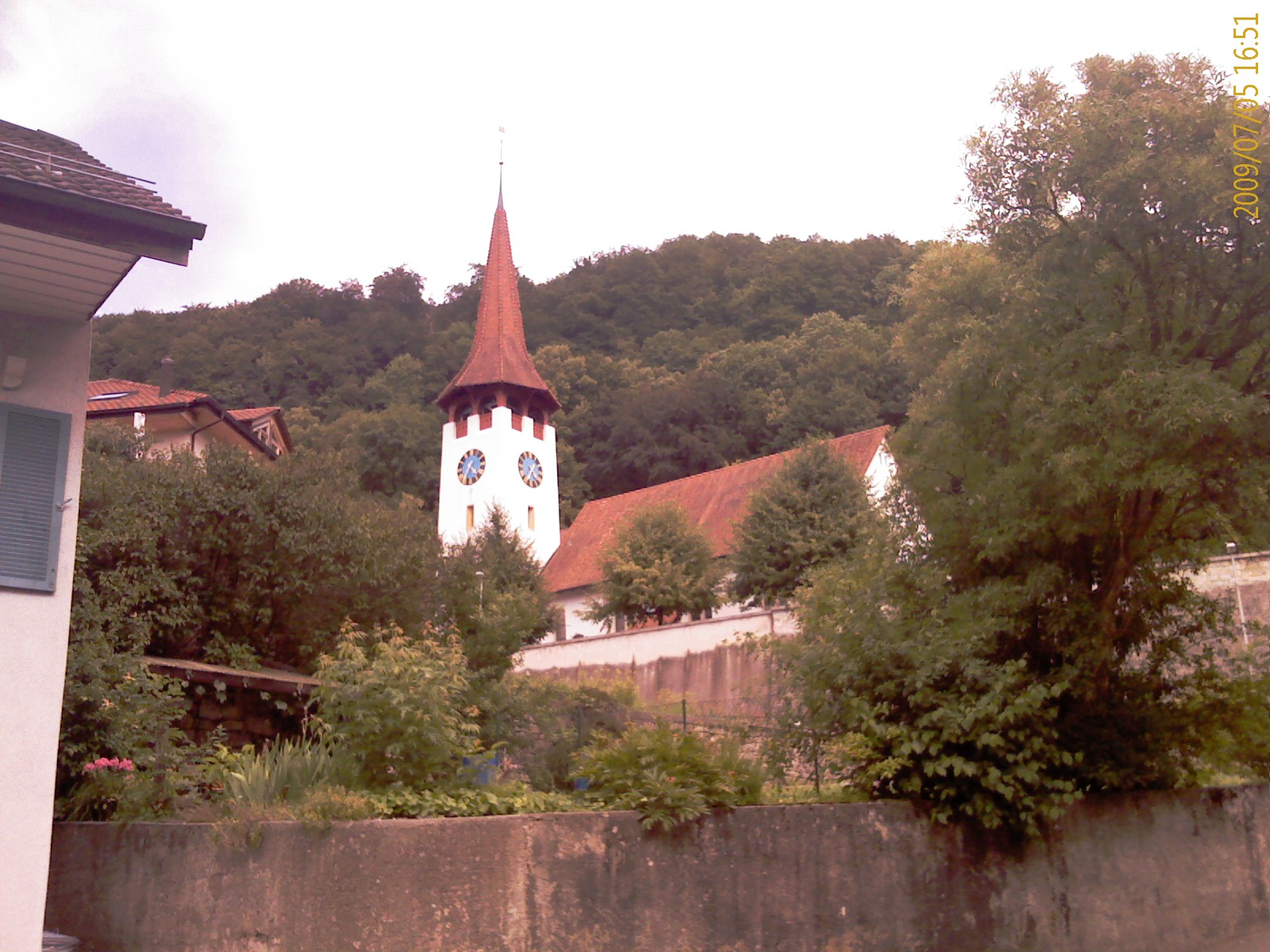

金貝格是瑞士的城鎮，位於該國北部，由索洛圖恩州負責管轄，面積8.53平方公里，海拔高度549米，2012年人口507，一半人口信奉羅馬天主教，人口密度每平方公里59人。

## 外部連結
- Official website （页面存档备份，存于） （德文）